# Laguna Escondida (Lago Verde del río Figueroa)
La laguna Escondida es un cuerpo de agua superficial ubicado en la Región de Aysén, en Chile. 

## Ubicación y descripción
El lago desagua a través de un corto emisario en el lago Verde que a su vez desagua a través del río Figueroa en el río Palena.

## Historia
Luis Risopatrón la describe en su Diccionario jeográfico de Chile (1924):: 334 
Escondida (Laguna). Pequeña, se encuentra a corta distancia al SW del lago Verde de la hoya del río Figueroa del que es tributario.